# Miner (Missouri)
Miner è un comune degli Stati Uniti d'America, situato nello Stato del Missouri, diviso tra la contea di Scott e la contea di Mississippi.